# Formica conica
Formica conica é uma espécie de formiga do gênero Formica, pertencente à subfamília Formicinae.